# Takayama Ukon
Takayama Ukon (tiếng Nhật: 高山右近, Cao Sơn Hữu Cận; hoặc Dom Justo Takayama, Iustus Takayama Ukon, Hikogoro Shigetomo; sinh: 1552, mất: 5 tháng 2 năm 1615) là một lãnh chúa, võ sĩ đạo người Nhật, đồng thời cũng là một Kitô hữu trong thời kỳ Sengoku của Nhật Bản.
Sinh tại Haibara thuộc Nara, ông đã từ bỏ địa vị của mình để theo Kitô giáo và qua đời ở Manila, Philippines với danh hiệu thánh thiện. Ngày 21 tháng 1 năm 2016, Giáo hoàng Phanxicô ký sắc lệnh chấp thuận việc tuyên chân phước cho Ukon. Thánh lễ đã diễn ra vào ngày 7 tháng 2 năm 2017 ở Osaka do Hồng y Angelo Amato thay mặt giáo hoàng cử hành.